# Doomsday Machine
Doomsday Machine — шестой студийный альбом шведской мелодик-дэт-метал-группы Arch Enemy, выпущен в июле 2005 года на лейбле Century Media Records.

## Список композиций
Вся музыка написана Майклом Эмоттом, Дэниэлом Эрландссоном и Кристофером Эмоттом. Все тексты, кроме отмеченных, написаны Ангелой Госсов.
1. «Enter the Machine» — 2:02
2. «Taking Back My Soul» — 4:35 (текст: Госсов/М. Эмотт)
3. «Nemesis» — 4:12
4. «My Apocalypse» — 5:25
5. «Carry the Cross» — 4:12
6. «I Am Legend / Out for Blood» — 4:58
7. «Skeleton Dance» — 4:33
8. «Hybrids of Steel» — 3:49
9. «Mechanic God Creation» — 5:59 (текст: Госсов/М. Эмотт)
10. «Machtkampf» — 4:16 (текст: М. Эмотт)
11. «Slaves of Yesterday» — 5:01

Бонус-треки в корейском и японском изданиях:
- «Heart of Darkness» (live in Paris 2004)
- «Bridge of Destiny» (live in Paris 2004)

Бонус-треки в издании с ограниченным тиражом:
- «Burning Angel» (live in Paris 2004)
- «We Will Rise» (live in Paris 2004)

Дополнительный DVD в издании с ограниченным тиражом:
- Видеоклип «Nemesis»
- Intro (Live at the Forum, London, UK on 17th December 2004)
- Dead Eyes See No Future (Live at the Forum, London, UK on 17th December 2004)
- Ravenous (Live at the Forum, London, UK on 17th December 2004)

## Интересные факты
Рабочим названием композиции «Taking Back My Soul» было «Opium», а «Nemesis» — «We Are One».

## Участники записи
- Ангела Госсов — вокал
- Майкл Эмотт — соло-гитара
- Кристофер Эмотт — ритм-гитара
- Шарли Д’Анджело — бас-гитара
- Даниэль Эрландссон — ударные

Дополнительные музыканты:
- Гас Джи — соло в «Taking Back My Soul»
- Ола Стрёмберг — клавишные
- Аполло Папатанасио — бэк-вокал